# Киликиївська сільська рада
Киликиївська сільська́ ра́да — адміністративно-територіальна одиниця та орган місцевого самоврядування у Славутському районі Хмельницької області. Адміністративний центр — село Киликиїв.

## Загальні відомості
Киликиївська сільська рада утворена в 1919 році.
- Територія ради: 26,85 км²
- Населення ради: 863 особи (станом на 2001 рік)
- Територією ради протікають річки Корчик, Жариха

## Історія
Хмельницька обласна рада рішенням від 18 травня 2011 року у Славутському районі перейменувала Киликіївську сільську раду на Киликиївську.

## Населення
Згідно з переписом УРСР 1989 року чисельність наявного населення сільської ради становила 989 осіб, з яких 430 чоловіків та 559 жінок.
За переписом населення України 2001 року в сільській раді мешкали 843 особи.

### Мова
Розподіл населення за рідною мовою за даними перепису 2001 року:
| Мова       | Відсоток |
| ---------- | -------- |
| українська | 98,73 %  |
| російська  | 1,27 %   |

## Населені пункти
Сільській раді підпорядковані населені пункти:
- с. Киликиїв

## Склад ради
Рада складається з 14 депутатів та голови.
- Голова ради: Анікова Валентина Лаврентіївна

### Депутати
За результатами місцевих виборів 2010 року депутатами ради стали:

#### За суб'єктами висування
| Суб'єкт висування           | Кількість обраних депутатів | %    |
| --------------------------- | --------------------------- | ---- |
| Самовисування               | 8                           | 57,1 |
| Народна партія              | 4                           | 28,6 |
| Комуністична партія України | 2                           | 14,3 |

#### За округами
| № округу                    | Прізвище, ім'я, по батькові    | Дата визнання обраним | Освіта  | Партійна приналежність | Відомості про обраного депутата                                                         |
| --------------------------- | ------------------------------ | --------------------- | ------- | ---------------------- | --------------------------------------------------------------------------------------- |
| Комуністична партія України |                                |                       |         |                        |                                                                                         |
| 10                          | Ляшук Надія Василівна          | 01.11.2010            | середня | позапартійна           | Киликиївський фельдшерсько-акушерський пункт, молодша медсестра                         |
| 13                          | Либик Оксана Василівна         | 01.11.2010            | середня | позапартійна           | Управління праці та соціального захисту населення Славутської РДА, соціальний працівник |
| Народна Партія              |                                |                       |         |                        |                                                                                         |
| 4                           | Цехместрук Валентина Дмитрівна | 01.11.2010            | середня | позапартійна           | Киликиївський навчально-виховний комплекс, бухгалтер                                    |
| 5                           | Бордюг Опанас Кузьмич          | 01.11.2010            | середня | позапартійний          | Фермерське господарство " Світанок", голова                                             |
| 11                          | Білоус Інна Анатоліївна        | 01.11.2010            | середня | позапартійна           | Киликиївський фельдшерсько-акушерський пункт, завідувач                                 |
| 12                          | Вегера Лідія Миколаївна        | 01.11.2010            | вища    | позапартійна           | Киликиївська сільська рада, секретар                                                    |
| Самовисування               |                                |                       |         |                        |                                                                                         |
| 1                           | Бордюг Василь Кузьмич          | 01.11.2010            | середня | позапартійний          | Фермерське господарство "Мрія", голова                                                  |
| 2                           | Бордюг Лідія Володимирівна     | 01.11.2010            | середня | позапартійна           | Фермерське господарство "Мрія", водій                                                   |
| 3                           | Дячук Оксана Миколаївна        | 01.11.2010            | середня | позапартійна           | тимчасово не працює                                                                     |
| 6                           | Галка Катерина Іванівна        | 01.11.2010            | середня | позапартійна           | Киликиївська сільська рада, бухгалтер                                                   |
| 7                           | Вегера Володимир Михайлович    | 01.11.2010            | середня | позапартійний          | РСЛП "Ліс", лісник                                                                      |
| 8                           | Юхимович Віктор Петрович       | 01.11.2010            | вища    | позапартійний          | приватний підприємець                                                                   |
| 9                           | Цехместрук Віра Дмитрівна      | 01.11.2010            | вища    | позапартійна           | приватний підприємець                                                                   |
| 14                          | Мархайчук В’ячеслав Захарович  | 01.11.2010            | середня | позапартійний          | тимчасово не працює                                                                     |

## Господарська діяльність
Основним видом господарської діяльності сільської ради є сільськогосподарське виробництво.